# Seebach-Wasenboden
Seebach-Wasenboden ist ein Stadtteil, eine Ortschaft und gleichzeitig die Katastralgemeinde Seebach in der Stadt Villach mit 4121 Einwohnern (Stand 1. Jänner 2024) im Bezirk Villach (Stadt) in Kärnten, Österreich. In den 1960er-Jahren bildete es den III. Villacher Stadtbezirk. 
Die Ortschaft Seebach liegt nahe dem Ossiacher Seebach, daher der Name. Sie war früher durch eine Kaserne, einem Wohnblock mit bescheidener Sozialstruktur, geprägt. Im Laufe der Jahrzehnte entstanden mehrere Siedlungsteile, darunter die Kelagsiedlung oder das Hochhausviertel Manhattan. Außer einem Hofer an der Ossiacher Zeile weist der dicht bevölkerte Stadtteil keinen Nahversorger mehr auf.

## Geographische Lage
Seebach-Wasenboden liegt an der Drau. Der Stadtteil beinhaltet einen riesigen Park.

## Verkehr
Seebach liegt an der Ossiacher Zeile. Die Haltestelle Villach Seebach wird von der S-Bahn-Linie S1 bedient. Die Linien 3, 30, 5150 und 5152 fahren einige Haltestellen im Stadtteil an.